# Drieschia nans
Drieschia nans är en ringmaskart som först beskrevs av Chamberlin 1919.  Drieschia nans ingår i släktet Drieschia och familjen Polynoidae. Inga underarter finns listade i Catalogue of Life.